# Suomenselkä
Suomenselkä és una divisòria d'aigües ubicada a la Finlàndia occidental. Més o menys de 500 quilòmetres (310 mi) de llarg i de 30–50 quilòmetres (19–31 mi) d'ample. Està marcada per un conjunt de morrenes orientades de nord-est a sud-oest, paral·leles a la línia de costa del Golf de Bòtnia. Els rius que flueixen de l'oest de Suomenselkä drenen al Golf de Bòtnia i els llacs de l'est drenen al Golf de Finlàndia. Històricament, aquesta regió escassament poblada va separar la Regió d'Ostrobòtnia dels llacs del sud i de l'est de Finlàndia. El paisatge està marcat per morrenes, crestes, pantans i boscos i és difícil de conrear o d'instal·lar-s'hi. Per ser una de les poques zones romanents de creixement de vells boscos al sud de Finlàndia, és un dels pocs hàbitats restants de ren de bosc finlandès (Rangifer tarandus fennica).